# Nakuru All Stars
El Nakuru AllStars es un equipo de fútbol de Kenia que actualmente está en la Segunda División de Kenia, la segunda liga de fútbol más importante del país.

## Historia
Fue fundado en el año 1961 por el entrenador inglés Ray Bachelor, siendo el primer equipo en ganar la Liga Keniana de Fútbol en 1963 y 1969.
El equipo desapareció del fútbol en Kenia por varios años desde inicios de los años 70s, hasta que en el 2010, el equipo fue reinventado por Robert Muthomi, con una selección de jugadores menores de 15 años con ayuda mediática de Dinamarca y la página Bold.dk del cofundador Pierre Vendelboe.